# Ephydra bivittata
Ephydra bivittata är en tvåvingeart som beskrevs av Friedrich Hermann Loew 1860. Ephydra bivittata ingår i släktet Ephydra och familjen vattenflugor. Inga underarter finns listade i Catalogue of Life.